# أندري بوبيسكو
أندري بوبيسكو (بالرومانية: Andrei Popescu)‏ هو لاعب كرة قدم روماني في مركز حراسة المرمى، ولد في 20 فبراير 1985 في Horezu ‏ في رومانيا. لعب مع بيهور أوراديا وستيودينتيسك بوخارست.